# كفر الرفاعي
قرية كفر الرفاعي هي إحدى القرى التابعة لمركز العياط في محافظة الجيزة في جمهورية مصر العربية. حسب إحصاءات سنة 2006، بلغ إجمالي السكان في كفر الرفاعى 7008 نسمة، منهم 3712 رجل و3296 امرأة.